# Stemmatophora combustalis
Stemmatophora combustalis é uma espécie de insetos lepidópteros, mais especificamente de traças, pertencente à família Pyralidae.
A autoridade científica da espécie é Fischer v. Röslerstamm, tendo sido descrita no ano de 1842.
Trata-se de uma espécie presente no território português.